# Biljana (ime)
Biljana je žensko osebno ime.

## Izvor imena
Biljana je slovansko ime, tvorjeno s končnico -ana iz besede bílje v pomenu »rastlinje, zelenje«. Ime je zlasti v rabi na hrvaškem in srbskem jezikovnem področju, s priseljevanjem s tega področja pa se je razširilo tudi k nam.

## Različice imena
Biba, Bibi, Biljanaka, Bilka

## Pogostost imena
Po podatkih Statističnega urada Republike Slovenije je bilo na dan 31. decembra 2007 v Sloveniji število ženskih oseb z imenom Biljana: 574.

## Osebni praznik
V koledarju bi ime Biljana zaradi pomenske sorodnosti lahko uvrstili k imenoma Flora in Rozalija.